# SALTO (omroep)
SALTO (Stichting Amsterdamse Lokale Televisie Omroep) is een in 1984 opgerichte lokale zendgemachtigde voor de gemeente Amsterdam. Het is een publieke omroep met televisie- en radiozenders. De omroep was vanaf 2006 gevestigd in Pakhuis de Zwijger en sinds 2023 op de eerste etage van de Openbare Bibliotheek van Amsterdam (OBA) aan de Oosterdokskade 143.

## Platform
SALTO biedt een open-accessplatform, wat inhoudt dat bij de omroep alle Amsterdammers programmamaker kunnen zijn. Ze wil hiermee de lokale publieke omroep en gemeenschapsdiensten stimuleren. In een waardevrije, democratische omgeving krijgen mediamakers uit diverse Amsterdamse gemeenschappen een stem. Iedere organisatie of individuele persoon kan zendtijd kopen of krijgen. SALTO biedt programmamakers uitzendfaciliteiten via de haar ten dienste staande kanalen, technische ondersteuning en training.

## Kanalen
SALTO is verantwoordelijk voor twee televisiekanalen:
- SALTO1
- SALTO2

en vier radiokanalen:
- Radio SALTO
- Caribbean FM
- RAZO
- Mokum Radio

De kanalen zijn in de regio (Groot-)Amsterdam analoog te ontvangen en via de meeste aanbieders digitaal ook landelijk te ontvangen. Alle kanalen zijn daarnaast ook te bekijken en te beluisteren via livestream en website.

## Publieke Omroep Amsterdam
SALTO is onderdeel van Publieke Omroep Amsterdam. Hieronder vallen ook:
- Concertzender
- AT5
- FunX, samenwerking met de lokale omroepen van Den Haag, Rotterdam en Utrecht en de NPO.